# Copa Ibarguren 1917
La Copa Ibarguren 1917 fue la quinta edición de ese torneo, una de las copas nacionales oficiales del fútbol argentino.
La final enfrentó al Racing Club contra Rosario Central, donde el conjunto de Avellaneda se consagraría por cuarta vez campeón del certamen.

## Clubes clasificados
Clasificaron como Campeones del año 1917:
| AFA |  | Racing Club     |  | Campeón de la Primera División de Argentina (1917) |
| ARF |  | Rosario Central |  | Campeón del Copa Nicasio Vila (1917)               |

## Desarrollo
El formato del torneo enfrentó directamente en una final al campeón argentino Racing Club contra Rosario Central el campeón rosarino, considerada la Liga más fuerte del interior.

## Final
| 13 de enero de 1918 | Racing Club                             | 3:2 (2:1) | Rosario Central               | Estadio GEBA, Buenos Aires |                           |
|                     | J. Perinetti 2', 63' · Marcovecchio 42' |           | A. Blanco 15' · E. Clarke 85' | Árbitro(s): Ernesto Palma  | Árbitro(s): Ernesto Palma |

|                                |
|                                |
| Campeón Racing Club 4.º título |